# Estación de Fort Lauderdale (Amtrak)
Fort Lauderdale es una estación de trenes que se encuentra en Fort Lauderdale, Estados Unidos. Es atendida por Tri-Rail y Amtrak. La estación está ubicada en Southwest 21st Terrace, justo al sur de West Broward Boulevard.

## Historia
La estación original, que es utilizada por Amtrak, fue un antiguo depósito de Seaboard Air Line Railway construido en 1927. Diseñado en el estilo Renacimiento mediterráneo predominante por Gustav Maass de la firma de arquitectura Harvey & Clarke de West Palm Beach, es prácticamente idéntico a la estación de Hollywood de litoral al sur. La estación reemplazó a una estructura temporal que se había erigido apresuradamente a fines de 1926 para recibir la llegada en enero de 1927 del primer tren de pasajeros Seaboard al sur de Florida, el Orange Blossom Special.
La estación fue atendida por el Orange Blossom Special hasta 1953 y, entre otros trenes Seaboard, el Silver Meteor a partir de 1939. Amtrak mantuvo el servicio Silver Meteor a la estación cuando se hizo cargo del servicio de trenes interurbanos de pasajeros en 1971. Tanto el Silver Meteor como el Silver Star continúa usando la estación.
El 9 de enero de 1989, la Autoridad de Transporte Regional del Sur de la Florida inició el servicio Tri-Rail a la estación, construyendo instalaciones adicionales y un paso elevado para peatones justo al norte de la estación original. Hay disponible un lote de estacionamiento y paseo, y se puede acceder directamente a través de una salida patentada desde la carretera interestatal 95 norte.
La estación consta de una sala de espera de pasajeros en el extremo norte y una sala de equipajes en la sección central. En el extremo sur hay una sala de carga, que utiliza CSX, el sucesor de Seaboard. Justo al sur de la entrada del lado de la calle a la sala de espera de pasajeros, y representativa de las leyes de segregación racial de la época en que se construyó la estación, se encuentra la entrada a lo que había sido la sala de espera "de color".